# Karl Schönborn

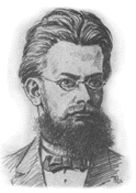
Carl Wilhelm Schönborn

Karl Wilhelm Ernst Joachim Schönborn, auch Carl Wilhelm Schönborn (* 8. Mai 1840 in Breslau; † 10. Dezember 1906 in Würzburg), war ein deutscher Chirurg und Hochschullehrer in Königsberg (Preußen) und Würzburg (Bayern).

## Leben
Carl Wilhelm Schönborns Vater Carl Schönborn (1803–1869) war Gymnasialdirektor in Breslau. Nach dem Abitur am von seinem Vater geleiteten Maria-Magdalenen-Gymnasium in Breslau studierte Schönborn Medizin in Breslau, dann in Heidelberg, Göttingen und schließlich Berlin, wo er 1863 promoviert wurde und 1864 das Universitätsexamen bestand. 1863 war er chirurgischer Assistent und Schüler von Robert Friedrich Wilms am Berliner Krankenhaus Bethanien. Von 1864 bis 1871 war er an der II. Chirurgischen Universitätsklinik unter Bernhard von Langenbeck am Klinischen Institut für Chirurgie und Augenheilkunde tätig, den er 1870 ebenso wie Heinrich Adolf von Bardeleben
wegen deren kriegsbedingter Abwesenheit (als Militärärzte) als Leiter der Universitätsklinik, des Kaiserin-Augusta-Hospitals und des jüdischen Krankenhauses vertrat. Nach Ende des Deutsch-Französischen Krieges (1871) wurde er auf Wunsch der Kaiserin Augusta gegen den Vorschlag der Fakultät, die Ernst von Bergmann favorisiert hatte, vom preußischen König auf den chirurgischen Lehrstuhl der Albertus-Universität Königsberg berufen, obwohl er nicht habilitiert war. In den 1870er Jahren besuchte er Lord 
Lister, worüber er 1874 dem Kongress der Gesellschaft für Chirurgie berichtete. 1881/82 war er Prorektor der Albertina.
Im Jahr Herbst 1886 folgte der von Ernst von Bergmann und Richard von Volkmann überaus günstig beurteilte und bereits einige ausgezeichnete Veröffentlichungen vorzuweisende Chirurg dem Ruf an die Universität Würzburg, wo er als Nachfolger von Hermann Maas bis zu seinem Tod 1906 Ordinarius für Chirurgie und Leiter der Chirurgie am Juliusspital war. 1891/92 war er Rektor der Universität. Mehrfach war er zudem Dekan der Medizinischen Fakultät. Zu Schönborns Assistenten an der Chirurgischen Klinik gehörten unter anderem Gustav Middeldorpf, Max Jungengel (1863–1918), Paul Reichel (Universitäts-Assistent von 1888 bis 1892), Max Pretzfelder (1866–1943), Heinrich Riese (1964–1928), Ludwig Burkhardt, Michael Brod (1874–1960; im Jahr 1900 zunächst dritter Assistenzarzt „für die chirurgische Kinderabteilung“), Ernst Ruge (1905/1906 Zweiter Assistent) und Friedrich Hesse (1817–1897) sowie die Orthopäden Jakob Riedinger (1861–1917; „Vater der unterfränkischen Krüppelfürsorge“ und jüngerer Halbbruder von Ferdinand Riedinger, der 1886, bevor Schönborn sein Amt antrat, vertretungsweise die Chirurgische Klinik im Juliusspital leitete) und Albert Hoffa. Schönborn starb, nachdem er einige Jahre an einer schleichenden Herzkrankheit gelitten hatte, im Jahr 1906 mit 66 Jahren an einer Lungenentzündung. Vertretungsweise leitete sein ehemaliger Assistent und Schüler Ludwig Burkhardt ab 14. Dezember die Klinik. Schönborns Nachfolger auf dem chirurgischen Lehrstuhl wurde Eugen Enderlen.

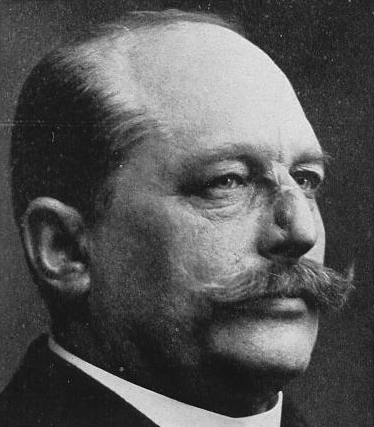
Der Politiker Eldor Pohl mit einer 1881 durch Karl Schönborn replantierte Nase (1915)

Schönborn hatte einen herausragenden Ruf als Operateur und Kliniker, Organisator und Lehrer. Im April 1890 wurde unter ihm und nach seinen Vorstellungen ein zweistöckiger, von dem Universitätsarchitekten und Universitätsbauinspektor Richard Horstig von Aubigny (1858–vor 1924, auch Richard von Horstig d’Aubigny) geplanter Adnexbau mit neuem zeitgemäßen Hör- und Operationssaal mit 222 Sitzen fertiggestellt. In dem Neubau, in dem besonderer Wert auf Hygiene und Antisepsis Wert gelegt wurde, wurde auch die Chirurgische Poliklinik untergebracht. Er erweiterte das Gebiet der Chirurgie auf Hals-, Nasen- und Ohrenkrankheiten, die Orthopädie und die Urologie (Unter Schönborn erfolgten ie ersten Blasenspiegelungen und Harnleitersondierungen am Juliusspital statt).
Mit dem Arzt und Hofrat Max Pretzfelder gründete er in Würzburg 1897 eine private Chirurgische Klinik, die am 1. Mai 1899 von ihrem ersten Standort im Hotel „Russischer Hof“ (Theaterstraße 1) in die Wolframstraße umzog.
1887 wurde er zum  Mitglied der Leopoldina gewählt.
Karl Schönborn war mit Rose Küstner verheiratet. Ihr Sohn Walther Schönborn (1883–1956) war ordentlicher Professor für Rechtswissenschaft in Heidelberg und Kiel, ihr Sohn Siegfried Schönborn (1874–1966) außerplanmäßiger Professor für Innere Medizin und Chefarzt (Direktor der Städtischen Krankenanstalten) in Remscheid.

## Schriften (Auswahl)
- Der neue Operations- und Hörsaal der chirurgischen Universitätsklinik in Würzburg. Rede, gehalten zu dessen Eröffnung am 29. April 1890. Bergmann, Wiesbaden 1890; auch in: Klinisches Jahrbuch. Band 3, 1891, S. 280–298.
- Chirurgische Beiträge in: Carl Gerhardt (Hrsg.): Handbuch der Kinderheilkunde. 1877–1896.